# Лига наций КОНКАКАФ
Ли́га на́ций КОНКАКА́Ф (англ. CONCACAF Nations League) — международный футбольный турнир среди сборных Северной и Центральной Америки и стран Карибского бассейна, который будет проводиться под руководством КОНКАКАФ. Впервые запланирован на 2018 год в сроки, соответствующие окончанию чемпионата мира 2018. В турнире будут действовать принципы повышения и понижения в классе. Частота проведения турнира — раз в 2 года, выявление победителя — по нечетным годам. Лига наций КОНКАКАФ призвана заменить товарищеские матчи сборных, а также обеспечить все команды региона стабильным количеством игр, тогда как в настоящий момент некоторые из них могут выходить на поле по паре раз в год и меньше.

## Формат
В турнире принимают участие все 40 стран, входящих в КОНКАКАФ, за исключением Гватемалы, членство которой в ФИФА в настоящий момент приостановлено.
Четыре победителя каждой из групп Лиги А выйдут в финальный этап, где поборются за чемпионство, а четыре худшие сборные отправятся в Лигу Б. Аналогичный обмен предусмотрен между всеми лигами.
В состав Лиги А вошли 6 сборных, которые участвовали в решающем 5-м раунде отборочного турнира чемпионата мира 2018: Мексика, Коста-Рика, Панама, Гондурас, США и Тринидад и Тобаго.
Оставшиеся представители сильнейшего дивизиона, а также состав двух других лиг определен по итогам отборочного турнира, в котором примут участие 34 национальных команды.
Десять лучших сборных квалификации также получили путевки на Золотой кубок КОНКАКАФ 2019, участниками которого уже являются шесть вышеперечисленных команд.

## Призёры (Лига A)
| 2019/2020 Обзор | США | США | 3:2 (доп. вр.) | Мексика | Гондурас | 2:2 (пен. 5:4) | Коста-Рика |
| 2022/2023 Обзор | США | США | 2:0            | Канада  | Мексика  | 1:0            | Панама     |
| 2023/2024 Обзор | США | США | 2:0            | Мексика | Ямайка   | 1:0            | Панама     |

## Примечание
1. ↑  CONCACAF Nations League to Kickoff this September with Qualifiers (англ.) (6 марта 2018). Дата обращения: 8 июня 2018. Архивировано из оригинала 6 марта 2018 года.
2. ↑  КОНКАКАФ создала Лигу наций по типу европейской. SPORTARENA.com (8 марта 2018). Дата обращения: 8 июня 2018. Архивировано 12 июня 2018 года.